# العلاقات الأرمينية الإستونية
العلاقات الأرمينية الإستونية هي العلاقات الثنائية التي تجمع بين أرمينيا وإستونيا.

## مقارنة بين البلدين
هذه مقارنة عامة ومرجعية للدولتين:
| وجه المقارنة                                              | أرمينيا                    | إستونيا                                                                             |
| --------------------------------------------------------- | -------------------------- | ----------------------------------------------------------------------------------- |
| المساحة (كم2)                                             | 29.74 ألف                  | 45.34 ألف                                                                           |
| عدد السكان (نسمة)                                         | 2.93 مليون                 | 1.32 مليون                                                                          |
| الكثافة السكانية (ن./كم²)                                 | 98.52                      | 29.11                                                                               |
| العاصمة                                                   | يريفان                     | تالين                                                                               |
| اللغة الرسمية                                             | لغة أرمنية                 | اللغة الإستونية                                                                     |
| العملة                                                    | درام أرميني                | يورو، كرون إستوني، كرون إستوني، المارك الإستوني                                     |
| الناتج المحلي الإجمالي (بليون دولار)                      | 11.54 مليار                | 25.92 مليار                                                                         |
| الناتج المحلي الإجمالي (تعادل القوة الشرائية) بليون دولار | 25.41 مليار                | 38.11 مليار                                                                         |
| الناتج المحلي الإجمالي الاسمي للفرد دولار أمريكي          | 3.49 ألف                   | 17.79 ألف                                                                           |
| الناتج المحلي الإجمالي للفرد دولار أمريكي                 | 8.07 ألف                   | 28.14 ألف                                                                           |
| مؤشر التنمية البشرية                                      | 0.743                      | 0.871                                                                               |
| رمز المكالمات الدولي                                      | +374                       | +372                                                                                |
| رمز الإنترنت                                              | .am، .հայ ‏                 | .ee                                                                                 |
| المنطقة الزمنية                                           | ت ع م+04:00، توقيت أرمينيا | ت ع م+02:00، ت ع م+03:00، توقيت شرق أوروبا، أوروبا/تالين ‏، توقيت شرق أوروبا الصيفي ‏ |

## مدن متوأمة
في ما يلي قائمة باتفاقيات التوأمة بين مدن أرمينية وإستونية:
- ترتبط يريفان مع تالين باتفاقية توأمة منذ 1998.[17][17][17][17]

## منظمات دولية مشتركة
يشترك البلدان في عضوية مجموعة من المنظمات الدولية، منها:
| علم المنظمة | اسم المنظمة                               | تاريخ انضمام أرمينيا | تاريخ انضمام إستونيا |
| ----------- | ----------------------------------------- | -------------------- | -------------------- |
|             | وكالة ضمان الاستثمار متعدد الأطراف        | 5 ديسمبر 1995        | 24 سبتمبر 1992       |
|             | الأمم المتحدة                             | 2 مارس 1992          | 17 سبتمبر 1991       |
|             | الفريق المعني برصد الأرض                  | ?                    | ?                    |
|             | منظمة حظر الأسلحة الكيميائية              | ?                    | ?                    |
|             | منظمة التجارة العالمية                    | 5 فبراير 2003        | ?                    |
|             | منظمة الشرطة الجنائية الدولية             | ?                    | ?                    |
|             | منظمة الأمن والتعاون في أوروبا            | 30 يناير 1992        | 10 سبتمبر 1991       |
|             | مؤسسة التنمية الدولية                     | 25 أغسطس 1993        | 11 أكتوبر 2008       |
|             | يونسكو                                    | 9 يونيو 1992         | 14 أكتوبر 1991       |
|             | مجلس أوروبا                               | 25 يناير 2001        | ?                    |
|             | الاتحاد البريدي العالمي                   | ?                    | ?                    |
|             | البنك الدولي للإنشاء والتعمير             | 16 سبتمبر 1992       | 23 يونيو 1992        |
|             | الاتحاد الدولي للاتصالات                  | 30 يونيو 1992        | 19 مايو 1922         |
|             | مؤسسة التمويل الدولية                     | 18 أبريل 1995        | 9 أغسطس 1993         |
|             | المنظمة الأوروبية لسلامة الملاحة الجوية   | 2006                 | 2015                 |
|             | المركز الدولي لتسوية المنازعات الاستشارية | 16 أكتوبر 1992       | 23 يوليو 1992        |

## وصلات خارجية
- موقع وزارة الخارجية الأرمينية
- موقع وزارة الخارجية الإستونية